# Sangiaccato di Negroponte
Il sangiaccato di Negroponte o sangiaccato di Egribos (in greco Σαντζάκι Ευρίπου?) era una provincia ottomana (sangiaccato/sanjak) di secondo livello che comprendeva la Grecia continentale orientale. Il suo nome deriva dalla sua capitale, Negroponte o Eğriboz/Ağriboz, la forma turca di Euripos, altro nome di Caldide (Chalkis) in greco). Nelle fonti inglesi il sangiaccato è generalmente conosciuto come Negroponte, il nome italiano di origine veneziana di Chalkis e dell'isola di Eubea.

## Storia
Il sangiaccato venne creato nel 1471, dopo la conquista ottomana della colonia veneziana di Negroponte (1470). Negroponte fu unita ai territori conquistati dal Ducato di Atene che era stato fino ad allora amministrato dal sanjak-bey di Trikala, per formare la nuova provincia, che comprendeva tutta la Grecia continentale orientale.

## Divisioni amministrative
Secondo il geografo del XVII secolo Hajji Khalifa, il sangiaccato era diviso in dieci distretti (kaza): Negroponte stessa, che comprendeva l'Eubea centrale; Kizil Hissar (Karystos, nell'Eubea meridionale); Oderbos (Oreoi, nell'Eubea settentrionale); Izdin/Zeitun (Zitouni, l'odierna Lamia); Modunish (Mendenitsa); Talanda (Atalanti; Atina (Atene con la maggior parte dell'Attica); Egina (o Agina); Istifa (Tebe); Esedabad (Elatea/Tourkochori); Mestube; Rubus (Oropos); Kefsa (Kifisià); Megara. Le fonti dell'inizio del XIX secolo ne riportano solo nove: Negroponte, Talanda, Livadya (Livadeia), Kizil Hissar, Salna (Salona, Amfissa), Izdin, Istifa, Atene ed Esedabad. Tuttavia, la stessa città di Atene era una proprietà personale del kizlar agha, il potente capo eunuco nero dell'Harem imperiale, e amministrata in suo nome da un voivoda.
Come tutte le altre province della Grecia meridionale, dal 1533 il sangiaccato fu subordinato all'Eyalet dell'Arcipelago, sotto il capo ammiraglio della marina ottomana, il Capitan pascià.

## Guerra d'indipendenza greca
La maggior parte dei sangiaccati si ribellò durante il primo periodo della guerra d'indipendenza greca, e i ribelli greci stabilirono un'amministrazione regionale temporanea conosciuta come Areopago della Grecia continentale orientale. Il controllo della regione passò tra greci e turchi durante la guerra, ma Tebe rimase in mani ottomane e l'Eubea fu tenuta dall'abile Omer Pasha di Kizil Hissar. Le ultime roccaforti ottomane furono cedute al controllo greco solo nel 1832-1833, dopo il riconoscimento dell'indipendenza greca da parte del governo ottomano.